# Choqā Elāhī
Choqā Elāhī (persiska: چقا الهی) är en ort i Iran.   Den ligger i provinsen Kermanshah, i den västra delen av landet, 400 km väster om huvudstaden Teheran. Choqā Elāhī ligger 1 325 meter över havet och antalet invånare är 125.
Terrängen runt Choqā Elāhī är platt åt nordväst, men åt sydost är den kuperad.Runt Choqā Elāhī är det ganska tätbefolkat, med 185 invånare per kvadratkilometer. Närmaste större samhälle är Kūzarān-e Sanjābī, 12,1 km väster om Choqā Elāhī. Trakten runt Choqā Elāhī består till största delen av jordbruksmark.